# Suworow-Orden

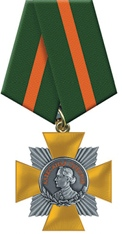
Suworow-Orden Russland

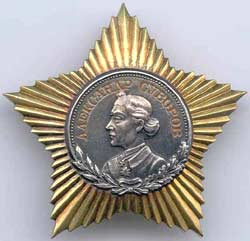
Suworow-Orden Zweiter Klasse UdSSR

Der Suworow-Orden (russisch Орден Суворова/ Orden Suworowa) war der dritthöchste Militärorden der UdSSR nach dem Siegesorden und dem Rotbannerorden. Namensgeber war der russische Generalissimus Suworow.
Der dreiklassige Orden wurde am 29. Juli 1942 von der Regierung unter Josef Stalin gestiftet und nur an Marschälle, Generale und Offiziere verliehen. Die Verleihung des Suworow-Ordens Erster Klasse blieb Befehlshabern von Armeen und Fronten, deren Stellvertretern, Stabschefs, Chefs der operativen Leitungen und Abteilungen sowie Chefs der Waffengattungen vorbehalten. Mit dem Suworow-Orden zweiter Klasse wurden Korps-, Divisions- und Brigadekommandeure ausgezeichnet. Die Verleihung des Suworow-Ordens dritter Klasse erfolgte an Regiments- und Bataillonskommandeure sowie deren Stellvertreter.

## Gestaltung des Ordens

### Ordensstern
| Erste Klasse | Zweite Klasse | Dritte Klasse |
| ------------ | ------------- | ------------- |
|              |               |               |

Das Ordenszeichen war in allen Klassen ein gewölbter Stern mit mehrfach gebrochenen Strahlen. Im Zentrum des Medaillons, welches in der ersten Klasse einen Durchmesser von 27 und in den anderen beiden Klassen einen Durchmesser von 26 mm aufwies, befand sich ein, nach links gewandtes, Brustbild Suworows. Im oberen Teil wies es die Umschrift АЛЕКСАНДР СУВОРОВ, deutsch „Aleksandr Suworow“ auf. Unterhalb des Porträts befand sich ein zusammengebundener Zweig, bestehend aus Lorbeer (linke Seite) und Eichenlaub (rechte Seite). Der Rand im Ordensstern der ersten Klasse ist rot emailliert, während die beiden anderen Klassen eine rote Emaillierung der Inschrift aufweisen. Zusätzlich befand sich auf dem Ordenszeichen erster Klasse an der Spitze ein rot emaillierter Stern mit einem Durchmesser von 7 mm.
Der Orden bestand in der ersten Klasse aus Platin (Stern) und Gold (Medaillon), in der zweiten Klasse aus Gold und Silber und in der dritten Klasse nur aus Silber.

### Ordensspange
| Erste Klasse | Zweite Klasse | Dritte Klasse |
| ------------ | ------------- | ------------- |
|              |               |               |

Die Grundfarben der Ordensspange (Bandschnalle) waren Grün mit orangem Streifen. Auf dem Ribbon der ersten Klasse befand sich ein 5 mm breiter Mittelstreifen. Die Ordensspange der zweiten Klasse hatte zwei 3 mm breite Randstreifen und die dritte Klasse einen Mittel- und zwei Randstreifen mit einer Breite von 2 mm.

## Verleihung
Der Suworow-Orden wurde in der ersten Klasse über 390-mal, in der zweiten Klasse über 2800-mal und in der dritten Klasse über 4000-mal verliehen. Zu den Trägern des Suworow-Ordens Erster Klasse zählen auch die Frunse-Akademie und die Militärakademie des Generalstabes.
Die Erstverleihung des Ordens in der ersten Klasse fand am 28. Januar 1943 statt. An diesem Tag wurde der Orden 23 Offizieren verliehen. G.K. Schukow bekam den Orden mit der Nummer eins.

### Dreifache Träger des Ordens Erster Klasse
unter anderem:
- Marschall der Sowjetunion Wassili Danilowitsch Sokolowski (9. April 1943, 28. September 1943 und 6. April 1945)[1]
- Marschall der Sowjetunion Wassili Iwanowitsch Tschuikow (28. Januar 1943, 23. August 1944 und 29. Mai 1945)[2]
- Marschall der Sowjetunion Semjon Konstantinowitsch Timoschenko (9. Oktober 1943, 12. September 1944 und 27. April 1945)[3]
- Marschall der Sowjetunion Andrei Iwanowitsch Jerjomenko (23. Januar 1943, 16. Mai 1944 und 23. Mai 1945)[4]
- Hauptmarschall der Artillerie Nikolai Nikolajewitsch Woronow (28. Januar 1943, 29. Juli 1944 und 18. November 1944)[5]
- Generaloberst Iwan Iljitsch Ljudnikow (4. Juli 1944, 19. April 1945 und 8. September 1945)[6]
- Generaloberst Wjatscheslaw Dmitrijewitsch Zwetajew (14. Februar 1943, 2. September 1944 und 29. Mai 1945)[7]

### Zweifache Träger des Ordens Erster Klasse
unter anderem:
- Marschall der Sowjetunion Georgi Konstantinowitsch Schukow (28. Januar 1943 und 28. Juli 1943)[8]
- Marschall der Sowjetunion Iwan Stepanowitsch Konew (27. August 1943 und 17. Mai 1944)[9]
- Marschall der Sowjetunion Kyrill Semjonowitsch Moskalenko (28. Januar 1943 und 23. Mai 1943)[10]
- Marschall der Sowjetunion Kirill Afanassjewitsch Merezkow (28. Januar 1943 und 21. Februar 1944)[11]
- Marschall der Sowjetunion Fjodor Iwanowitsch Tolbuchin (28. Januar 1943 und 16. Mai 1944)[12]
- Marschall der Sowjetunion Rodion Jakowlewitsch Malinowski (28. Januar 1943 und 19. März 1944)[13]
- Marschall der Sowjetunion Leonid Alexandrowitsch Goworow (28. Januar 1943 und 21. Februar 1944)[14]
- Marschall der Sowjetunion Matwei Wassiljewitsch Sacharow (13. September 1944 und 28. April 1945)[15]
- Marschall der Artillerie Nikolai Dmitrijewitsch Jakowlew (29. Juli 1944 und 8. November 1944)[16]
- Armeegeneral German Kapitonowitsch Malandin (6. April 1945 und 29. Mai 1945)[17]
- Armeegeneral Issa Alexandrowitsch Plijew (10. März 1944 und 28. April 1945)[18]
- Generaloberst Iwan Tichonowitsch Grischin (28. September 1943 und 29. Mai 1945)[19]
- Generaloberst Sergei Georgijewitsch Trofimenko (17. Mai 1944 und 28. April 1945)[20]
- Generalleutnant Iwan Timofejewitsch Schljomin (14. Februar 1943 und 28. April 1945)[21]

## Nachfolgeregelung in der Russischen Föderation
Nach der Auflösung der Sowjetunion 1991 wurde der Orden unverändert beibehalten, beschlossen durch den Obersten Sowjet der Russischen Föderation (Beschluss Nummer 2557-I vom 20. März 1992), jedoch nicht in der traditionellen Form verliehen. Das umfassende präsidentielle Dekret vom 7. September 2010 führte zu einer Status-Änderung auf einen einklassigen Orden.